# Episodi di Leverage - Consulenze illegali (prima stagione)
La prima stagione della serie televisiva Leverage va in onda negli USA sul network TNT dal 7 dicembre 2008.
In Italia, la prima stagione va in onda in prima visione assoluta dal 17 aprile 2009 al 29 maggio 2009 su Joi di Premium Gallery.
In chiaro, la prima stagione è stata trasmessa dal 5 novembre 2009 su LA7 interrotta dopo sette episodi, proseguita successivamente con i restanti dal 16 maggio 2010 su LA7d fino al 20 giugno 2010.
| nº | Titolo originale     | Titolo italiano                   | Prima TV USA     | Prima TV Italia |
| -- | -------------------- | --------------------------------- | ---------------- | --------------- |
| 1  | The Nigerian Job     | Una banda di onesti ladri         | 7 dicembre 2008  | 17 aprile 2009  |
| 2  | The Homecoming Job   | Tornando a casa                   | 9 dicembre 2008  | 17 aprile 2009  |
| 3  | The Two-Horse Job    | Lo scambio di cavalli             | 16 dicembre 2008 | 24 aprile 2009  |
| 4  | The Miracle Job      | Una chiesa da salvare             | 23 dicembre 2008 | 24 aprile 2009  |
| 5  | The Bank Shot Job    | Doppio colpo in banca             | 30 dicembre 2008 | 1º maggio 2009  |
| 6  | The Stork Job        | L'affare cicogna                  | 6 gennaio 2009   | 1º maggio 2009  |
| 7  | The Wedding Job      | La truffa del matrimonio          | 13 gennaio 2009  | 8 maggio 2009   |
| 8  | The Mile High Job    | Liquidazione totale               | 20 gennaio 2009  | 8 maggio 2009   |
| 9  | The Snow Job         | Scommessa con il morto            | 27 gennaio 2009  | 15 maggio 2009  |
| 10 | The 12-step Job      | Operazione 12 passi               | 3 febbraio 2009  | 15 maggio 2009  |
| 11 | The Juror #6 Job     | Il sesto giurato                  | 10 febbraio 2009 | 22 maggio 2009  |
| 12 | The First David Job  | La resa dei conti - Prima parte   | 17 febbraio 2009 | 22 maggio 2009  |
| 13 | The Second David Job | La resa dei conti - Seconda parte | 24 febbraio 2009 | 29 maggio 2009  |

## L'Affare cicogna
Il team segue un'agenzia di adozione serba, che usando l'orfanatrofio come copertura, è coinvolta nel traffico di armi. i tutto derubando coppie americane disperate che vogliono adottare. Al fine di salvare Lucas, la squadra dirotta la produzione di un film per ingannare la donna che gestisce la truffa.

## La truffa del matrimonio
Per recuperare i soldi promessi a un uomo che si addossò la colpa di un omicidio per un capo mafioso, il quale non ha rispettato la condizione di prendersi cura della famiglia dell'innocente, la nostra squadra si deve mettere come catering del matrimonio della famiglia del boss. La situazione si complica quando un invitato risulta essere un criminale pericoloso: il russo The Butcher: